# Karamalz
Karamalz là một thương hiệu đồ uống từ mầm đại mạch (bia non) của nhà máy bia Mannheim Eichbaum-Brauereien, Đức. Với nồng độ cồn chiếm 0,2% thể tích, Karamalz được Đức xem như là một loại thực phẩm và là một loại thức uống không cồn của Thụy Sĩ.
Các loại bia " Henninger Karamell-Kraftbier " đã được bán trên thị trường từ năm 1955 trong khu vực Frankfurt của Henninger Bräu. Năm 1958 ngoài các công thức thì tên của loại nước này đã được thay đổi thành Karamalz. Vào năm 1961, Karamalz đã được đăng ký thương hiệu. Thức uống này chứa 184 ml kJ/100.
Gần đây, Karamalz được làm giàu với hương vị chanh "Karamalz chanh tươi" và "Karamalz lựu", một thức uống mạch nha làm từ nguyên liệu tự nhiên, giàu vitamin B, C, calci và magnesi.